# Uenglingen
Uenglingen ist ein Ortsteil der gleichnamigen Ortschaft der Hansestadt Stendal im Landkreis Stendal in Sachsen-Anhalt, (Deutschland).

## Geographie
Der altmärkische Haufendorf Uenglingen liegt nur vier Kilometer von der Innenstadt der Hansestadt Stendal entfernt. Das Gebiet um Uenglingen liegt am Ostrand eines Endmoränenbogens, der sich in Richtung Westen über 30 Kilometer bis zur Mildeniederung hinzieht und zwischen Uenglingen und Stendal eine Höhe von 60 Meter über NHN erreicht.
Nachbarorte sind Schernikau und Schönfeld im Westen, Borstel mit dem Flugplatz Stendal-Borstel im Norden, Stendal und Wahrburg im Südosten.

## Geschichte

### Mittelalter bis Neuzeit
Das Dorf wurde 1238 erstmals als Ungelinge iuxta Steindal erwähnt, als Graf Siegfried von Osterburg, dem die Hälfte des Dorfes gehörte, weitere Dörfer und Besitz in der Altmark, mit denen er vorher vom St. Ludgerikloster Helmstedt belehnt worden war, dem Abt Gerhard von Werden und Helmstedt überschrieb. Weitere Nennungen sind 1324 in Vngeling, 1345 ville vngelingen, 1350 in villa Vnghelingh. Im Landbuch der Mark Brandenburg von 1375 wird das Dorf als Ungelinge aufgeführt. Es wurden 25 Zinshufen mit ihren Besitzern genannt, 3 Hufen waren wüst, also unbewohnt.
Spätere Nennungen sind 1540 Ungling, 1608 Vngelingk, 1687 Ungelingen.
Das nordwestliche Stadttor Stendals heißt nach diesem Dorf Uenglinger Tor.

### Gut Uenglingen

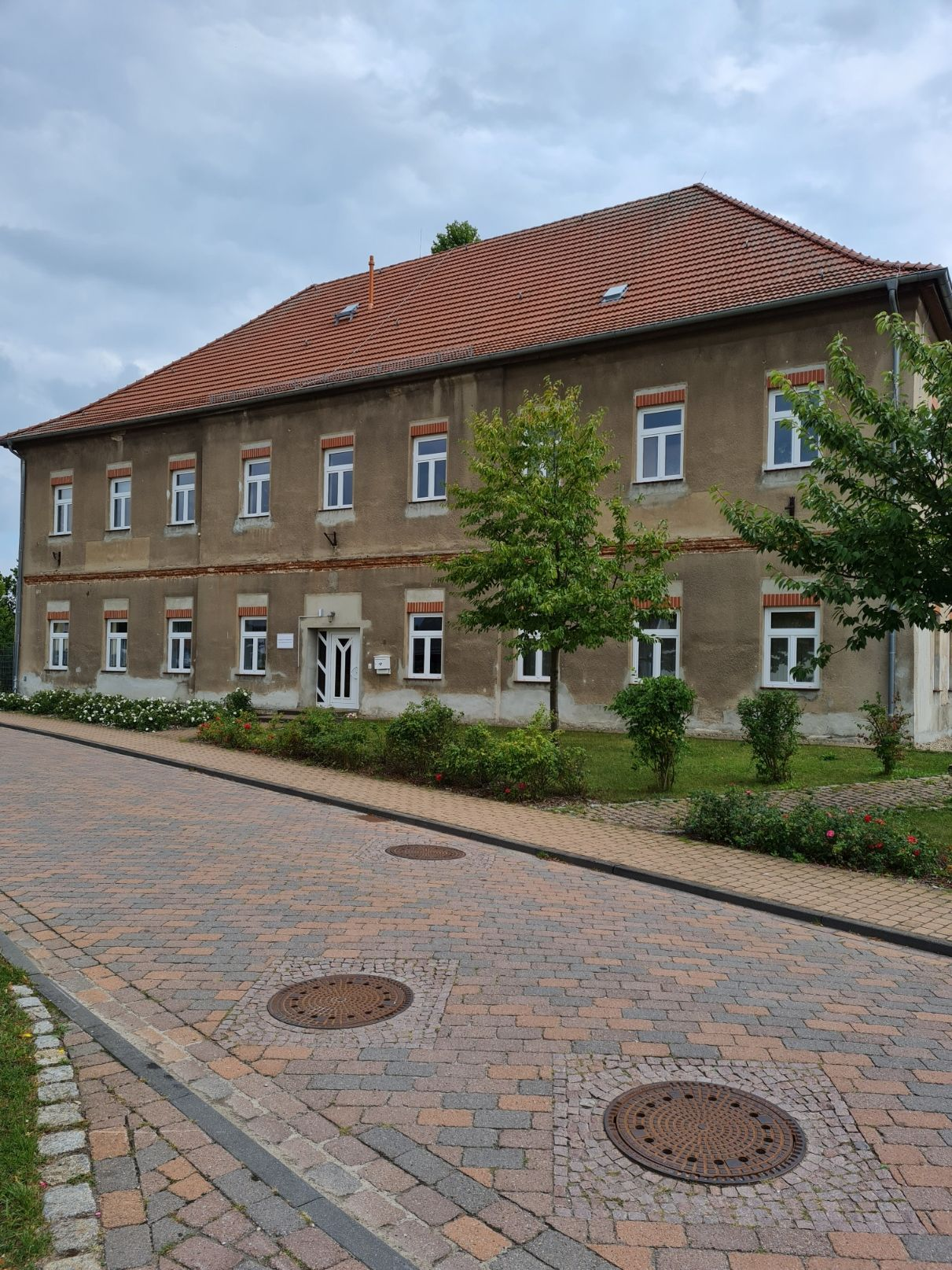
Herrenhaus in Uenglingen

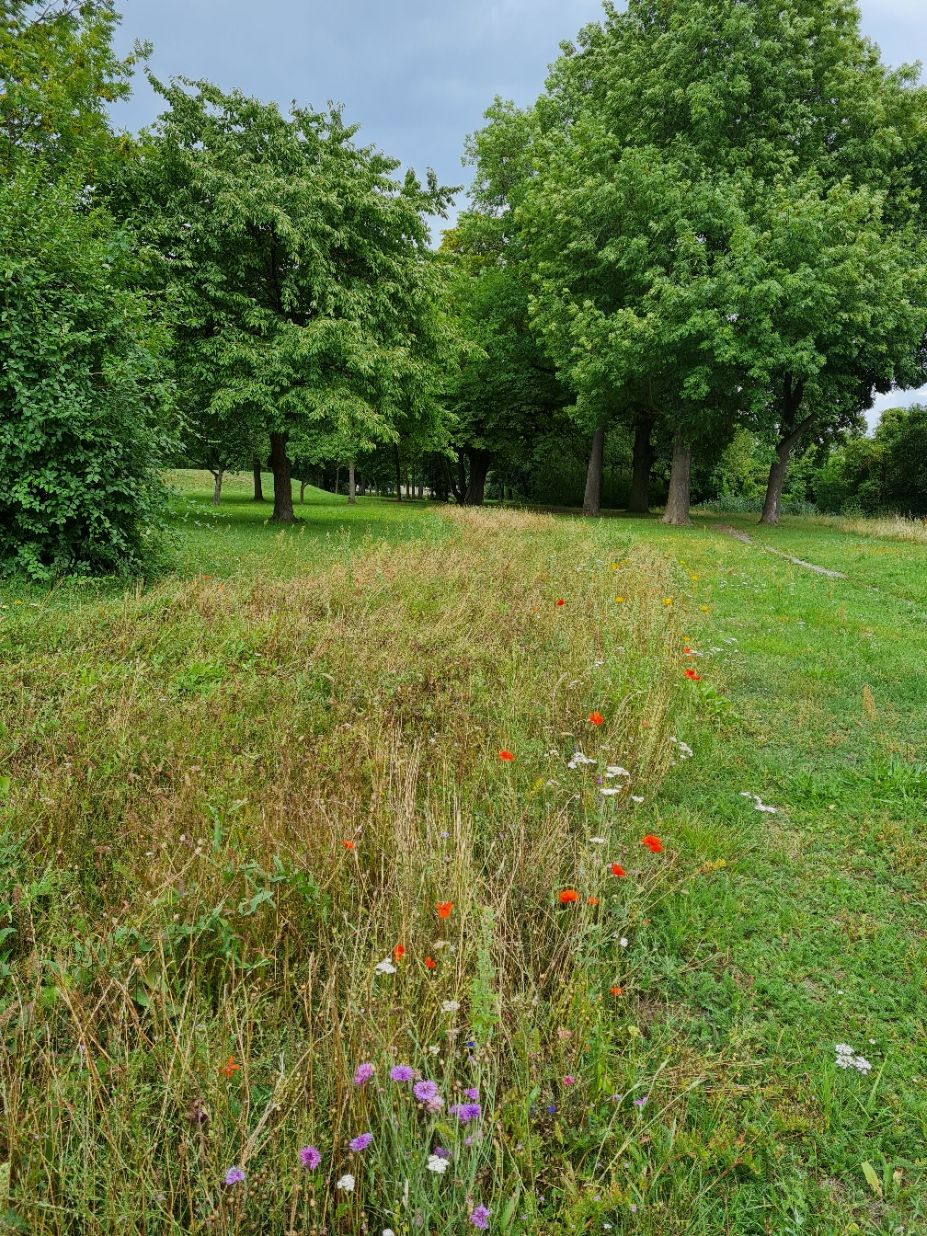
Park am Gut

Wie Paul Grimm im Jahre 1958 ermittelte, befand sich an der Südostecke des Dorfes im Jahre 1908 noch ein kleiner Burghügel. Durch eine Schweineweide ist er eingeebnet worden auf einen nur noch ein etwa zwei Meter hohen, runden Hügel mit den Maßen 13 × 16 Meter mit einem umlaufenden 10–12 Meter breiten Wassergraben. Historiker vermuten hier den Wohnsitz der Familie des 1247 markgräflichen Vogtes der Burg Tangermünde Johann v. Ünglingen.
Das Gut im Süden des Dorfes (und das Dorf) gehörte ab 1466 der Familie von Schwartzkopf. Als diese ausgestorben war, kam das Gut nach einigen Zwischenbesitzern von 1706 bis 1893 an die Familie von Bismarck. Nach vielfachen Erbteilungen und Vertauschungen hatte es Alexander von Bismarck aus der Schönhauser Linie gerbt. Er starb 1797, seine Frau Christiane Charlotte Gottliebe, geborene von Schönfeldt, bereits 1772. Beide wurden in der Gruft an der Kirche beigesetzt. Das Gut ging 1797 an deren Sohn, Ernst von Bismarck, über, den ältesten Bruder des Vaters von Otto von Bismarck. Dessen Sohn, Theodor von Bismarck-Bohlen, vererbte das Gut an seinen jüngsten Sohn Karl. Nachdem dieser 1878 gestorben war, verkaufte sein älterer Bruder Friedrich von Bismarck-Bohlen das Gut 1891.
Zum Rittergut gehörte im 19. Jahrhundert der Charlottenhof bei Bindfelde (benannt nach Charlotte von Bismarck) und das Vorwerk Karolinenhof in der Nähe des Burggrabens, nordwestlich des Dorfes gelegen, das nur kurzzeitig im 19. Jahrhundert existierte. 1928 umfasste das Gut 438 Hektar und war im Besitz von Wilhelm Reckleben.
Bei der Bodenreform wurde 1945 für das Gut ermittelt: eine Besitzung über 100 Hektar mit 420 Hektar. Im Dorf gab es 49 Besitzungen unter 100 Hektar mit zusammen 558 Hektar. Dazu kamen eine Kirchenbesitzung (57 Hektar) eine Gemeindebesitzung (1 Hektar), eine Staats- und Reichsbesitzung (161 Hektar) und ein Stadtgut (273 Hektar). Das enteignete Gut war 1950 in ein Volkseigenes Gut (VEG) überführt worden, das 1951 zum VEG Schönfeld und 1953 zum VEG Groß Möringen kam. 1956 wurde ein es Saatzuchthauptgut. In Jahren bis zur Wende wurde in Uenglingen Saatzucht betrieben, zuletzt vom VEB Saatzucht und Handelsbetrieb Haldensleben, der den Betriebssitz 1988 nach Wittenmoor verlegte.

### Wüstung
Wilhelm Zahn berichtete im Jahre 1909: Auf der Feldmark von Uenglingen liegt 600 Meter nordwestlich des Ortes „die Dorfstelle“. Dort könnte eine kleine wendische Siedlung bestanden haben.

### Vorgeschichte
Im Jahre 1934 berichtete Paul Kupka von einer bronzezeitlichen Randaxt, die ein Schäfer bei seiner Arbeit in Uenglingen gefunden hatte, sowie von einer Schale mit gepunkteten Bändern aus einem Gräberfeld aus dem 3. Jahrhundert. Diese und andere Funde aus spätrömischen Zeit aus dem Dorf werden im Altmärkischen Museum in Stendal aufbewahrt.

### Herkunft des Ortsnamens
Heinrich Sültmann meint, die Namen Ungelinge, 1247 Ungelingen, 1433 Ungeling, 1540 Ungling, sind nordschwäbischen Ursprungs und bedeuten „Sippe (Sitz) des Ingil“.

### Gegenwart
Nach der deutschen Wiedervereinigung entwickelte sich Uenglingen zu einem attraktiven Wohnort, insbesondere für Bürger aus der nahen Stadt Stendal. Im Osten des Ortsteiles entstand ein großes Neubaugebiet. Für das Dorf Uenglingen beschloss die Stendaler Stadtrat im Jahre 2010 eine Abrundungssatzung, in der die Grenzen der möglichen Bebauung festgelegt wurden. Westlich des Ortes wird östlich des Mittel-Walls, einer alten Landwehr, die Bundesautobahn 14 gebaut. An der Straße nach Schernikau soll eine Anschlussstelle errichtet werden.

### Eingemeindungen
Ursprünglich gehörten Dorf und Gut Uenglingen zum Stendalischen Kreis der Mark Brandenburg in der Altmark. Zwischen 1807 und 1813 lagen beide im Landkanton Stendal auf dem Territorium des napoleonischen Königreichs Westphalen. Nach weiteren Änderungen gehörten Gut und Gemeinde ab 1816 zum Kreis Stendal, dem späteren Landkreis Stendal.
Am 30. September 1928 wurde der Gutsbezirk Uenglingen mit der Landgemeinde Uenglingen vereinigt. Am 28. Juni 1937 wurde durch Erlass des Oberpräsidenten in Magdeburg „Uenglingen“ als „die allein richtige“ Schreibweise des Gemeindenamens bestimmt. Vorher war auch die Schreibweise „Ünglingen“ üblich.
Bis zum 31. Dezember 2009 war Uenglingen eine selbstständige Gemeinde.
Durch einen Gebietsänderungsvertrag beschloss der Gemeinderat der Gemeinde Uenglingen am 22. Juni 2009, dass die Gemeinde Uenglingen in die Stadt Stendal eingemeindet wird. Dieser Vertrag wurde vom Landkreis als unterer Kommunalaufsichtsbehörde genehmigt und trat am 1. Januar 2010 in Kraft.
Nach der Eingemeindung der bisher selbstständigen Gemeinde Uenglingen wurde Uenglingen Ortsteil der Stadt Stendal. Für die eingemeindete Gemeinde wurde die Ortschaftsverfassung nach den §§ 86 ff. der Gemeindeordnung Sachsen-Anhalt eingeführt. Die eingemeindete Gemeinde Uenglingen und künftige Ortsteil Uenglingen wurde zur Ortschaft der aufnehmenden Stadt Stendal. In der eingemeindeten Gemeinde und nunmehrigen Ortschaft Uenglingen wurde ein Ortschaftsrat mit neun Mitgliedern einschließlich Ortsbürgermeister gebildet.
Heute hat der Ortschaftsrat nur noch sieben Mitglieder.

### Einwohnerentwicklung
| Jahr            | 1734 | 1772 | 1790 | 1798 | 1801 | 1818 | 1840 | 1864 | 1871 | 1885 | 1892 | 1900 | 1905 | 1910 |
| Dorf Uenglingen | 181  | 217  | 183  | 220  | 238  | 228  | 306  | 370  | 284  | 298  | 419  | 441  | 287  | 401  |
| Chausseehaus    |      |      |      |      |      |      |      |      | 07   | 05   |      |      | 04   |      |
| Gut Uenglingen  |      |      | 018  | 017  |      |      |      |      | 098  | 080  |      |      | 143  |      |
| Ziegelei        |      |      |      |      |      |      |      |      | 05   | 02   |      |      | 011  |      |
| Karolinenhof    |      |      |      |      |      |      |      | 04   | 08   | 0    |      |      |      |      |

| Jahr | Einwohner |
| ---- | --------- |
| 1925 | 448       |
| 1939 | 390       |
| 1946 | 592       |
| 1964 | 462       |
| 1971 | 414       |

| Jahr | Einwohner |
| ---- | --------- |
| 1981 | 0370      |
| 1993 | 0339      |
| 2006 | 1020      |
| 2013 | 0[00]899  |
| 2014 | 0[00]884  |

| Jahr | Einwohner |
| ---- | --------- |
| 2018 | [00]840   |
| 2019 | [00]829   |
| 2021 | [00]826   |
| 2022 | [00]820   |
| 2023 | [0]800    |

Quelle, wenn nicht angegeben, bis 2006:

## Religion

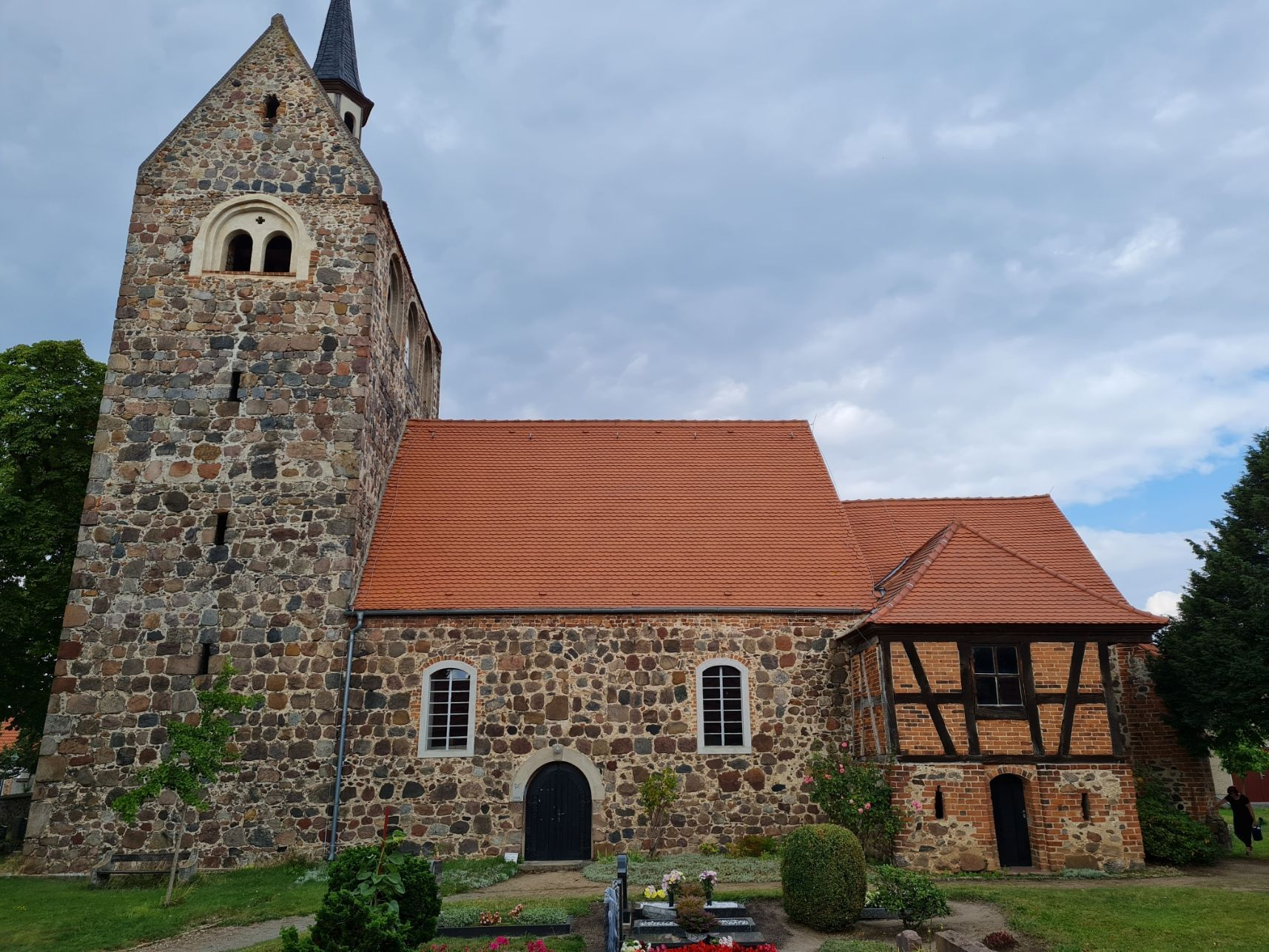
Kirche mit Bahrenhaus von Süden

Die evangelische Kirchengemeinde Uenglingen mit ihrer Dorfkirche, die früher zur Pfarrei Uenglingen bei Stendal gehörte, wird betreut vom Pfarrbereich Möringen-Uenglingen im Kirchenkreis Stendal im Bischofssprengel Magdeburg der Evangelischen Kirche in Mitteldeutschland.
Die ältesten überlieferten Kirchenbücher für Uenglingen stammen aus dem Jahre 1677.
Die katholischen Christen gehören zur Pfarrei St. Anna in Stendal im Dekanat Stendal im Bistum Magdeburg.

## Politik

### Ortsbürgermeister
Bei der Kommunalwahl im Jahr 2019 wurde Martin Ritzmann zum Ortsbürgermeister gewählt.
Die letzte Bürgermeisterin der Gemeinde Uenglingen war Harriet Tüngler. Sie war bis 2019 Ortsbürgermeisterin der Ortschaft, insgesamt amtierte sie 12 Jahre.

### Ortschaftsrat
Die Ortschaftsratswahl am 9. Juni 2024 führte zu folgenden Sitzzahlen:
- Alternative für Deutschland (1 Sitz für 274 Stimmen)
- Wir für Uenglingen 2024 (5 Sitze für 1055 Stimmen)
- Einzelbewerber Ritzmann (1 Sitz für 235 Stimmen)

Gewählt wurden 6 Ortschaftsräte und eine Rätin.
Von 698 Wahlberechtigten hatten 534 ihre Stimme abgegeben, die Wahlbeteiligung betrug damit 76,5 Prozent.

## Kultur und Sehenswürdigkeiten

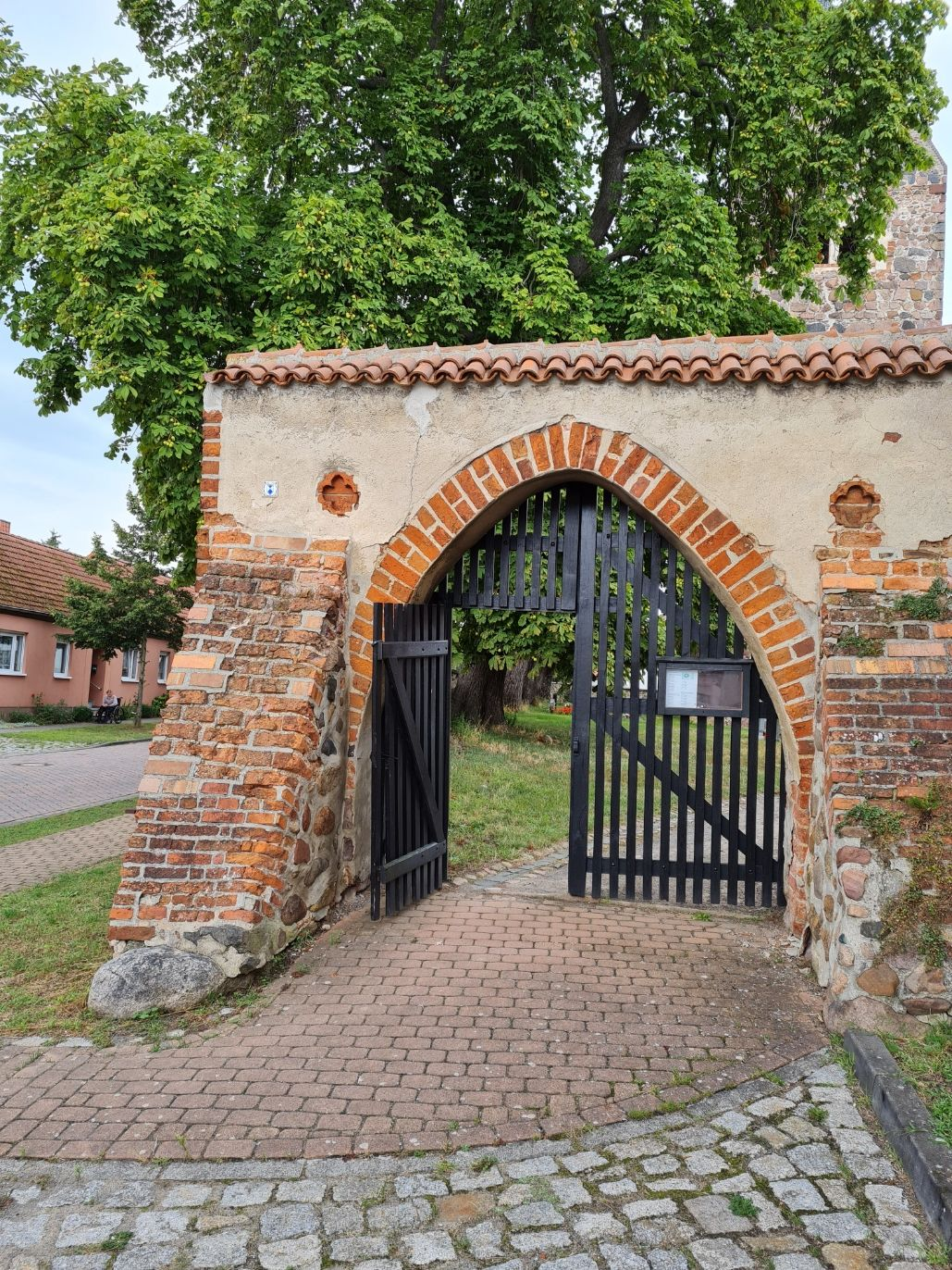
Kirchhoftor

- Die evangelische Dorfkirche St. Georg[33] ist ein romanischer Feldsteinbau aus dem späten 12. Jahrhundert.[34] Die alte Barockbemalung der Kirche wurde 1911 wiederhergestellt.[14]
- Der Ortsfriedhof auf dem Kirchhof ist mit einer Feldsteinmauer umgeben.
- Der Gutshof, das ehemalige Rittergut, steht unter Denkmalschutz. Das Herrenhaus ist ein schlichtes zweistöckiges Putzgebäude mit gewalmtem Satteldach, errichtet um 1800.[14]

### Gedenkstätten

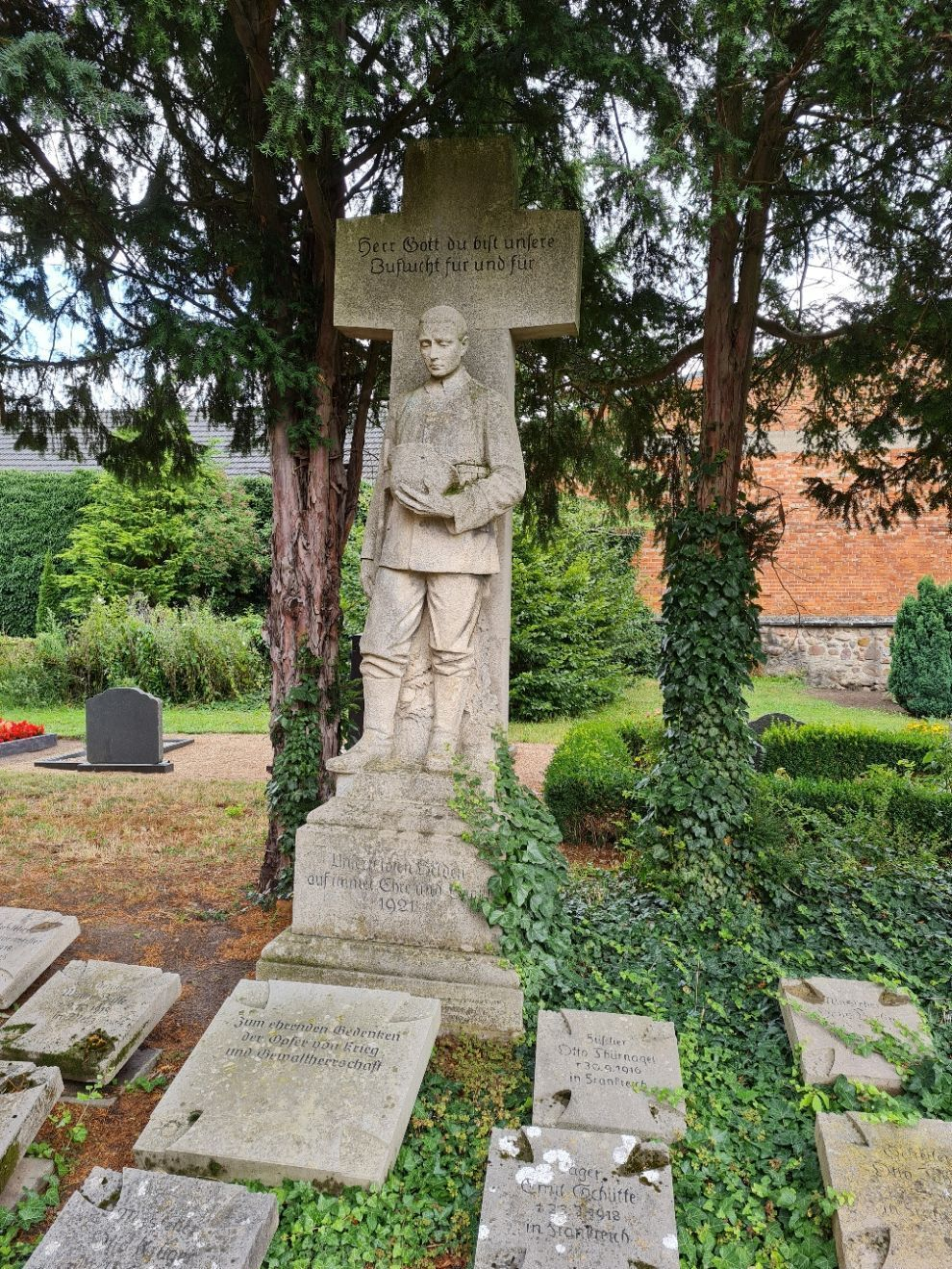
Denkmal für die Gefallenen des Ersten Weltkrieges

- Grabstätten auf dem Ortsfriedhof für drei namentlich bekannte Polen, darunter eine Frau, die während des Zweiten Weltkrieges nach Deutschland verschleppt und Opfer von Zwangsarbeit wurden.[35]
- In Uenglingen steht ein Denkmal für die Gefallenen des Ersten Weltkrieges, eine große zentrale Soldatenfigur, umrandet von einzelnen Namenstafeln in Form des Eisernen Kreuzes.[35]

## Verkehr
Die Landstraße (L 15) von der Hansestadt Stendal nach Bismark (Altmark) durchquert Uenglingen. Im nahen Stendal bestehen Anschlüsse an die Bundesstraßen 188 und 189.
Es verkehren Linienbusse und Rufbusse von stendalbus.
Im nahen Stendal bestehen Bahnverbindungen nach Hannover, Berlin, Magdeburg und Schwerin.

## Persönlichkeiten
- Friedrich Adolf Ludwig von Bismarck (* 1. August 1766 auf Uenglingen; † 12. April 1830 in Berlin), preußischer Generalleutnant, Erbherr auf Schönhausen
- Heinz Werner  (* 27. Dezember 1935), Fußballspieler und -trainer